# Biserica „Sfinții Arhangheli Mihail și Gavriil” din Băcioi
Biserica „Sfinții Arhangheli Mihail și Gavriil” este o biserică amplasată în Băcioi, municipiul Chișinău, Republica Moldova. Este un monument arhitectural de importanță națională inclus în Registrul monumentelor Republicii Moldova ocrotite de stat cu nr. 421 (municipiul Chișinău). Datează din 1866-1867.